# البيضاء (حبيش)

تعديل مصدري - تعديل

البيضاء محلة تابعة لقرية زاجر، التابعة لعزلة بني شبيب بمديرية حبيش إحدى مديريات محافظة إب في الجمهورية اليمنية، بلغ تعداد سكانها 35 حسب تعداد اليمن لعام 2004.